# Stazione di Caldiero
Stazione di Caldiero vasútállomás Olaszországban, Veneto régióban, Caldiero településen.

## Vasútvonalak
Az állomást az alábbi vasútvonalak érintik:
- Milánó–Velence-vasútvonal

## Kapcsolódó állomások
A vasútállomáshoz az alábbi állomások vannak a legközelebb: 
- Stazione di San Bonifacio
- Stazione di San Martino Buon Albergo